# جون بوتنام
جون بوتنام (بالإنجليزية: John Putnam)‏ هو فنان قصص مصورة أمريكي، ولد في 21 يونيو 1917، وتوفي في 1 نوفمبر 1980 بسبب ذات الرئة.